# Gymnelia steinbachi
Gymnelia steinbachi är en fjärilsart som beskrevs av Rothschild 1911. Gymnelia steinbachi ingår i släktet Gymnelia och familjen björnspinnare. Inga underarter finns listade i Catalogue of Life.